# Sviluppo della persona
Lo sviluppo della persona è un concetto che si riferisce alla crescita e al progresso di un individuo in diversi aspetti della sua vita, come l'aspetto fisico, emotivo, intellettuale e sociale. È un processo continuo che avviene lungo tutto l'arco della vita di una persona.  L'obiettivo prioritario è quello di rendere realizzabili la piena libertà di scelta e le aspirazioni della persona che saprà finalmente esprimere e rendere concrete le sue infinite potenzialità.

## Sviluppo della persona umana come diritto fondamentale
L'Art. 3 della Costituzione italiana parla di pieno sviluppo della persona umana. Anche la giurisprudenza della Consulta (in particolare sentenza n. 366 del 1991), con riguardo al diritto alla privacy, ha chiarito che tale diritto è lo spazio vitale necessario alla persona per svilupparsi in armonia con i postulati della dignità umana.
La Corte europea dei diritti dell'uomo (sentenza Sidabras V., Lituania, del 27 luglio 2004) ha interpretato l'art. 8 della Convenzione Europea dei diritti dell'uomo e delle libertà fondamentali e la privacy come il diritto di ciascuno al suo pieno sviluppo e al godimento della vita privata.
Tale sistema è finalizzato all'affermazione piena della persona non solo come primo attore della vita economica e sociale, ma come cittadino inserito da protagonista nel contesto istituzionale. Proteggere la persona nella sua identità significa anche consentirne lo sviluppo in ogni singolo aspetto.